# Timeform
Timeform är en leverantör av sportdata i Halifax, West Yorkshire, England. Timeform grundades 1948 och tillhandahåller systematisk information om form till spelare och andra involverade i hästkapplöpningsbranschen. Företaget köptes i december 2006 av spelföretaget Betfair. Sedan 2 februari 2016 ägs det av Flutter Entertainment.

## Historia
Portway Press Ltd bildades 1948 av Phil Bull, som ville etablera en matematisk koppling till en hästs prestation, baserat på tiden hästen sprungit. Vid en tidpunkt då sådan data var praktiskt taget ovanlig, började Bull publicera en årlig publikation, som utvecklades till "Racehorses Of.."-serien. Bolaget köptes för 15 miljoner pund av spelföretaget Betfair i december 2006.

## Datasystem
Enligt Timeform representerar ett av dess betyg "hästens meritvärde uttryckt i pounds och uppnås genom noggrann undersökning av dess löpning mot andra hästar med hjälp av en viktskala för slagen distans. Viktskalan sträcker sig från cirka 3 pounds per längd vid fem furlongs och 2 pounds per längd vid en och en kvarts mile till 1 pound per längd vid två miles".
Meritvärde för treåringar och äldre (ej National Hunt):
- 140+: an all-time great horse
- 136–139: an outstanding horse
- 130–135: above average Group 1 winner (a top-class horse)[4]
- 125–129: average Group 1 winner
- 116–124: average Group 2 winner
- 110–115: average Group 3 winner
- 100–105: average Listed Race winner

Timeform anger att de sämsta hästarna kan betygsättas så lågt som 20 och att tvååringsvärdet är något lägre än för äldre hästar.
Beyer Speed Figure som används i USA liknar Timeforms meritvärde. Den populära tumregeln för att jämföra dessa två siffror är att lägga till 12–14 poäng till Beyer-poängen för att uppskatta Timeforms värde. 

## Topprankade hästar
Siffrorna nedan är de officiella högsta rankningarna genom tiderna för hästar som tävlat i Australien, Dubai, Europa, Hongkong, Japan och Skandinavien, som tillhandahålls av Neil O'Connor från Timeform. Fram till ungefär 2000 fick hästar som tävlade uteslutande i Amerika aldrig Timeform-betyg, så de kan inte jämföras direkt med sina europeiska motsvarigheter.
| Häst              | Född | Rating |
| ----------------- | ---- | ------ |
| Frankel           | 2008 | 147    |
| Sea Bird          | 1962 | 145    |
| Brigadier Gerard  | 1968 | 144    |
| Tudor Minstrel    | 1944 | 144    |
| Flightline        | 2018 | 143    |
| Abernant          | 1946 | 142    |
| Ribot             | 1952 | 142    |
| Windy City        | 1949 | 142    |
| Mill Reef         | 1968 | 141    |
| Shergar           | 1978 | 140    |
| Dancing Brave     | 1983 | 140    |
| Dubai Millennium  | 1996 | 140    |
| Harbinger         | 2006 | 140    |
| Sea The Stars     | 2006 | 140    |
| Vaguely Noble     | 1965 | 140    |
| Arrogate          | 2013 | 139    |
| Generous          | 1988 | 139    |
| Pappa Fourway     | 1952 | 139    |
| Reference Point   | 1984 | 139    |
| Alleged           | 1974 | 138    |
| Alycidon          | 1945 | 138    |
| American Pharoah  | 2012 | 138    |
| California Chrome | 2011 | 138    |
| Celtic Swing      | 1992 | 138    |
| Cigar             | 1990 | 138    |
| Daylami           | 1994 | 138    |
| Exbury            | 1959 | 138    |
| Nijinsky          | 1967 | 138    |
| Star of India     | 1953 | 138    |
| Tulloch           | 1954 | 138    |
| Easy Goer         | 1986 | 137    |
| Sunday Silence    | 1986 | 137    |
| Apalachee         | 1971 | 137    |
| Dayjur            | 1987 | 137    |
| Ghostzapper       | 2000 | 137    |
| Grundy            | 1972 | 137    |
| Kingston Town     | 1976 | 137    |
| Mark of Esteem    | 1993 | 137    |
| Molvedo           | 1958 | 137    |
| Montjeu           | 1996 | 137    |
| Moorestyle        | 1977 | 137    |
| Never Say Die     | 1951 | 137    |
| Peintre Celebre   | 1994 | 137    |
| Pinza             | 1950 | 137    |
| Princely Gift     | 1951 | 137    |
| Ragusa            | 1960 | 137    |
| Rheingold         | 1969 | 137    |
| Reliance          | 1962 | 137    |
| Right Boy         | 1954 | 137    |
| Troy              | 1976 | 137    |
| Zilzal            | 1986 | 137    |
| Alcide            | 1955 | 136    |
| Allez France      | 1970 | 136    |
| Ballymoss         | 1954 | 136    |
| Battaash          | 2014 | 136    |
| Bering            | 1983 | 136    |
| Black Caviar      | 2006 | 136    |
| Black Tarquin     | 1945 | 136    |
| Bustino           | 1971 | 136    |
| Crepello          | 1954 | 136    |
| Cracksman         | 2014 | 136    |
| El Condor Pasa    | 1995 | 136    |
| El Gran Senor     | 1981 | 136    |
| Floribunda        | 1958 | 136    |
| Gentlemen         | 1992 | 136    |
| Habibti           | 1980 | 136    |
| Hafiz             | 1952 | 136    |
| Hawk Wing         | 1999 | 136    |
| Helissio          | 1993 | 136    |
| Herbager          | 1956 | 136    |
| My Babu           | 1945 | 136    |
| Manikato          | 1975 | 136    |
| Northjet          | 1977 | 136    |
| Old Vic           | 1986 | 136    |
| Relko             | 1960 | 136    |
| Slip Anchor       | 1982 | 136    |
| Suave Dancer      | 1988 | 136    |
| Sakhee            | 1997 | 136    |
| Tantieme          | 1947 | 136    |
| Texana            | 1955 | 136    |
| Thatch            | 1970 | 136    |
| Warning           | 1985 | 136    |
| All Along         | 1979 | 135    |
| Arazi             | 1989 | 135    |
| Arbar             | 1944 | 135    |
| Arctic Prince     | 1948 | 135    |
| Chanteur          | 1942 | 135    |
| Charlottesville   | 1957 | 135    |
| Coronation        | 1946 | 135    |
| Cirrus des Aigles | 2006 | 135    |
| Dahlia            | 1970 | 135    |
| Intikhab          | 1994 | 135    |
| Known Fact        | 1977 | 135    |
| Kris              | 1976 | 135    |
| Lady Aurelia      | 2014 | 135    |
| La Tendresse      | 1959 | 135    |
| Le Moss           | 1975 | 135    |
| Match II          | 1958 | 135    |
| Nashwan           | 1986 | 135    |
| Never So Bold     | 1980 | 135    |
| Pebbles           | 1981 | 135    |
| Petingo           | 1965 | 135    |
| Petoski           | 1982 | 135    |
| Right Royal       | 1958 | 135    |
| Royal Anthem      | 1995 | 135    |
| Sagace            | 1980 | 135    |
| Sassafras         | 1967 | 135    |
| Shadeed           | 1982 | 135    |
| Shahrastani       | 1983 | 135    |
| Shareef Dancer    | 1980 | 135    |
| Sicambre          | 1948 | 135    |
| Sir Ivor          | 1965 | 135    |
| Souverain         | 1943 | 135    |
| St Jovite         | 1989 | 135    |
| Supreme Court     | 1948 | 135    |
| Teenoso           | 1980 | 135    |
| Tenerani          | 1944 | 135    |
| The Bug           | 1943 | 135    |
| The Minstrel      | 1974 | 135    |
| Trempolino        | 1984 | 135    |
| Youth             | 1973 | 135    |